# ¿A qué estás esperando?
¿A qué estás esperando? es una serie de televisión española de comedia romántica erótica creada por Natalia Durán para Antena 3 y Atresplayer, basada en las novelas del mismo nombre y Tampoco pido tanto de Megan Maxwell. Está producida por Buendía Estudios Canarias, Diagonal TV y DeAPlaneta, y protagonizada por Adriana Torrebejano, Rubén Cortada, Eva Ugarte y Francisco Ortiz. Se estrenó en Atresplayer Premium el 20 de octubre de 2024, y se espera su estreno en televisión TDT HD en Antena 3 en un futuro próximo.

## Trama
Can (Rubén Cortada) y Daryl (Francisco Ortiz) son dos pilotos aéreo e íntimos amigos que descubren el amor de distintas formas. Can, de ascendencia turca y respetuoso con la voluntad de un padre tradicional, asiste mensualmente a unas cenas en las que le presentan posibles candidatas para casarse. En una de ellas conoce a Sonia (Adriana Torrebejano), una madre soltera que se presenta, sin avisar, a la cena que su madre ha organizado para que sus otras dos hermanas conozcan al rico heredero, y los dos descubrirán, sin saberlo, que tienen mucho en común. Mientras tanto, Daryl está dispuesto a renunciar a su soltería al enamorarse de Carol (Eva Ugarte), una azafata con mucho desparpajo que pondrá su vida del revés, pero los miedos que ambos arrastran y sus diferencias les obligarán a cuestionarse sus sentimientos y a valorar si pueden superar lo que les separa.

## Reparto

### Reparto principal
- Adriana Torrebejano como Sonia Beched
- Rubén Cortada como Can Dogo
- Eva Ugarte como Carol
- Francisco Ortiz como Daryl

### Reparto secundario
- María de Nati como Raissa Dogo
- Alba Planas como Ruth Beched
- Aria Bedmar como Lidia Beched
- Noa Álvarez como Ibiza Beched (Episodio 1 - Episodio 4; Episodio 6 - Episodio 8)
- Ramón Pujol como Ginger (Episodio 1 - Episodio 2; Episodio 4 - Episodio 8)
- Alejandro Coloma como Bruno (Episodio 1 - Episodio 2; Episodio 4 - Episodio 8)
- Lucía López Arestegui como Juana(Episodio 1 - Episodio 2; Episodio 4 - Episodio 8)
- Marta Zubiría como Ana (Episodio 1 - Episodio 2; Episodio 3; Episodio 6 - Episodio 7; Episodio 8)
- Mariano Llorente como Carlos Beched (Episodio 1; Episodio 6 - Episodio 8)
- Manu Baqueiro como Dani (Episodio 4 - Episodio 5; Episodio 8)
- Anna Moliner como Lola (Episodio 2; Episodio 4 - Episodio 5; Episodio 7 - Episodio 8)
- Brent Jerez como Adán (Episodio 2 - Episodio 3; Episodio 6 - Episodio 8)
- Ruben de Eguia como Adriano (Episodio 4; Episodio 6 - Episodio 8)
- Blanca Rodríguez como Abuela María (Episodio 2; Episodio 6 - Episodio 7)

### Con la colaboración especial de
- Antonia San Juan como Cristina (Episodio 1 - Episodio 2; Episodio 6 - Episodio 8)
- Llum Barrera como Albany Beched (Episodio 1; Episodio 3; Episodio 6 - Episodio 8)
- Pastora Vega como Mía Dogo (Episodio 1 - Episodio 2; Episodio 4; Episodio 6 - Episodio 8)
- Ramón Langa como Ayaz Dogo (Episodio 1 - Episodio 3; Episodio 5 - Episodio 8)

## Capítulos
| N.º | Título       | Dirigido por         | Escrito por                         | Fecha de estreno en Antena 3 | Fecha de preestreno en Atresplayer | Audiencia en Antena 3 |
| --- | ------------ | -------------------- | ----------------------------------- | ---------------------------- | ---------------------------------- | --------------------- |
| 1   | «Capítulo 1» | David Martín-Porras  | Natalia Durán                       | —                            | 20 de octubre de 2024              | —                     |
| 2   | «Capítulo 2» | David Martín-Porras  | Natalia Durán                       | —                            | 27 de octubre de 2024              | —                     |
| 3   | «Capítulo 3» | Salvador García Ruiz | Natalia Durán y Marta Armengol Royo | —                            | 3 de noviembre de 2024             | —                     |
| 4   | «Capítulo 4» | David Martín-Porras  | Natalia Durán                       | —                            | 10 de noviembre de 2024            | —                     |
| 5   | «Capítulo 5» | Salvador García Ruiz | Natalia Durán y Marta Armengol Royo | —                            | 17 de noviembre de 2024            | —                     |
| 6   | «Capítulo 6» | Salvador García Ruiz | Natalia Durán                       | —                            | 24 de noviembre de 2024            | —                     |
| 7   | «Capítulo 7» | David Martín-Porras  | Natalia Durán y Marta Armengol Royo | —                            | 1 de diciembre de 2024             | —                     |
| 8   | «Capítulo 8» | David Martín-Porras  | Natalia Durán                       | —                            | 8 de diciembre de 2024             | —                     |

## Producción
El 13 de junio de 2023, durante el evento del Atresplayer Day, la plataforma Atresplayer anunció que estaba desarrollando una serie basada en las novelas ¿A qué estás esperando? y Tampoco pido tanto de Megan Maxwell, la cual estaría nombrada después de la primera. En enero de 2024, se anunció que Rubén Cortada sería el protagonista masculino interpretando al personaje de Can, y más adelante ese mes se confirmó que Adriana Torrebejano interpretaría al personaje de Sonia. En febrero de 2024, se anunció que Francisco Ortiz y Eva Ugarte, interpretarían a la otra pareja protagonista formada por Daryl y Carol.
En marzo de 2024, Atresmedia anunció que el rodaje de la serie había comenzado en Canarias, el cual más adelante tenía previsto expandirse hacia Madrid.

## Lanzamiento y marketing
En febrero de 2024, Atresmedia anunció que, después de lanzarse en Atresplayer, ¿A qué estás esperando? también sería emitida en televisión tradicional en Antena 3. En septiembre de 2024, Atresplayer lanzó el tráiler de la serie y programó su estreno en su plataforma para el 20 de octubre de 2024.